# Carrara
Carrara – miasto i gmina we Włoszech, w regionie Toskania, w prowincji Massa-Carrara. Według danych na rok 2004 gminę zamieszkiwało 65 560 osób, 923,4 os./km².

## Historia
W latach 1313–1484 była stolicą republiki miejskiej o tej samej nazwie. Zajęta przez Florencję w 1484 r.
Carrara jest szczególnie znana w świecie z pobliskich kamieniołomów, w których od czasów etruskich wydobywa się marmur. tzw. marmur kararyjski. Stąd pochodzą białe marmury, których używał m.in. Michał Anioł, Filippo Brunelleschi i Giovanni Lorenzo Bernini do swych rzeźb. Miejscowa katedra jest obłożona marmurem i zwraca uwagę piękną rozetą. Przy tym samym placu co katedra znajduje się również dom, w którym zwykł zatrzymywać się Michał Anioł.
W mieście utworzono muzeum poświęcone marmurowi Museo Civico del Marmo.
Polski rzeźbiarz Igor Mitoraj miał pracownię w pobliżu Carrary, w Pietrasanta. Swoimi monumentalnymi rzeźbami z brązu i marmuru karraryjskiego kontynuował tradycję swoich wielkich poprzedników. Tworzył tu również i zmarł w 1995 polski rzeźbiarz Tadeusz Koper.
W 1968 odbyła się w Carrara międzynarodowa konferencja anarchistyczna, na której, z inicjatywy federacji anarchistycznych z Francji, Włoch i Hiszpanii oraz bułgarskiej federacji działającej na emigracji we Francji, postanowiono o założeniu Międzynarodówki Federacji Anarchistycznych.

## Transport
W mieście znajduje się stacja kolejowa Carrara Avenza.

## Sport
Urodziło się tu trzech znanych piłkarzy: Gianluigi Buffon, Cristiano Zanetti i Federico Bernardeschi.

## Miasta partnerskie
- Ingolstadt, Niemcy
- Grasse, Francja
- Opole, Polska
- Kragujevac, Serbia
- Erywań, Armenia